# نراد سرنقره‌ای
نراد سرنقره‌ای (نام علمی: Abies magnifica) نام یک گونه از سرده نراد است.